# Elizabeth Jolley
Elizabeth Jolley (Birmingham, 4 giugno 1923 – Perth, 13 febbraio 2007) è stata una scrittrice britannica naturalizzata australiana.

## Biografia
Nata a Birmingham, in Inghilterra da padre inglese e madre viennese, fu istruita privatamente sino agli 11 anni quando andò in collegio, a 17 anni cominciò a studiare da infermiera a Londra, dove visse da vicino gli orrori della Seconda guerra mondiale.
Nel 1959 emigra in Australia con i tre figli, per seguire suo marito Leonard, capo bibliotecario della Reid Library dell'Università dell'Australia Occidentale.

## La produzione letteraria
Elizabeth Jolley si dedica alla scrittura molto presto, già a 20 anni è in cerca di un editore, ma i suoi racconti vengono puntualmente rifiutati riuscendo a pubblicare il suo primo romanzo, Five Acre Virgin and Other Stories, solo nel 1976. Seguono negli anni ottanta la pubblicazione di Woman in a Lampshade e Palomino, storia d'amore fra una ginecologa in pensione e la figlia di una sua precedente amante. Del 1983 sono Miss Peabody's Inheritance e Mr Scobie's Riddle, in questi anni comincia a essere conosciuta e acclamata, vince numerosi premi, specialmente dopo la pubblicazione di The Well (in italiano Il pozzo) che le vale il Miles Franklin Award. All'inizio degli anni novanta lavora a progetti diversi come i Diary of a Weekend Farmer del 1993, mentre del 1992 sono alcuni pezzi d'ispirazione autobiografica chiamati Central Mischief. Scrive per la radio australiana e pubblica alcune antologie poetiche. Leonard, suo marito, è stato il suo più grande sostenitore e critico più crudele, spesso il loro rapporto è stato paragonato a quello tra Virginia e Leonard Woolf. La loro abitazione nel sobborgo di Perth vicino a Claremont, fu meta di amici e giornalisti. Leonard morì all'inizio degli anni '90. Lei ha continuato a pubblicare romanzi e raccolte di racconti, a ricevere premi e ha tenuto cicli di conferenze anche in America.

## Stile
I personaggi di Elizabeth Jolley sono spesso degli esclusi, diseredati, solitari, veri alienati e le loro sono storie fatte di humor nero, sarcasmo e ironia corrosiva. Jolley è interessata soprattutto alla rappresentazione della sopravvivenza nella solitudine, nella crudeltà circostante e dell'aggressività di chi vede il frantumarsi delle proprie illusioni e speranze.

## Edizioni italiane dei suoi romanzi
- Il Pozzo (Marcos y Marcos, 1995)
- L'enigma di Mr Scobie (Elliot, 2014)

## Cinema
Dal romanzo Il pozzo è stato realizzato, nel 1997, l'omonimo film diretto da Samantha Lang.